# Sainte-Anne-de-Beaupré
Pour les articles homonymes, voir Sainte-Anne.
Sainte-Anne-de-Beaupré est une ville du Québec, située dans la municipalité régionale de comté de La Côte-de-Beaupré, dans la région administrative de la Capitale-Nationale.

## Géographie

### Localisation
Sainte-Anne-de-Beaupré possède une superficie totale de 68,45 km2 (dont 62,55 km2 est terrestre). La municipalité est située à 23 kilomètres à l'est de Québec. Elle s'étend le long du rivage nord du chenal de l'Île d'Orléans. Ce bras du fleuve Saint-Laurent, d'une largeur d'environ 2 kilomètres, borde la municipalité au sud et la sépare de l'île d'Orléans.

### Géologie et relief
La municipalité est séparée entre deux provinces géologiques : la plate-forme du Saint-Laurent au sud et la province de Grenville au nord. Le sous-sol est composé de shale dans la première et d'anorthosite dans la seconde.
Le rivage du fleuve Saint-Laurent, où se concentre majoritairement la population, est d'une largeur de moins d'un kilomètre. Il est surplombé par les terrasses de la côte de Beaupré, d'une centaine de mètres d'altitude. Plus au nord, on retrouve les premiers sommets de la bordure sud des Laurentides. Elle partage les monts Étienne-Racine (777 m), Claude-Poulin (731 m) et le sommet Marguerite-Martin (712 m) à sa frontière ouest avec Château-Richer.

### Hydrographie
Des chercheurs ont étudié les schorres de l'estuaire fluvial du Saint-Laurent à Sainte-Anne-de-Beaupré. La rivière aux Chiens traverse entièrement dans la municipalité, du nord au sud, pour se jeter dans le Saint-Laurent. La rivière des Sept Crans est l'un de ses affluents. On ne trouve aucun plan d'eau notable sur son territoire.

## Urbanisme

### Voies de communication et transports
La municipalité est traversée par le boulevard Sainte-Anne (route 138) et l'avenue Royale (route 360). La côte Sainte-Anne est un troisième itinéraire. Ces trois routes parallèles traversent la partie urbanisée de la municipalité, complètement au sud, dans un axe est-ouest.
Le chemin de fer de Charlevoix longe également cet axe. Une station du Train de Charlevoix dessert la municipalité.
Le quai de Sainte-Anne-de-Beaupré donne accès à une navette fluviale vers Québec.

## Toponymie
Des marins bretons y auraient établi un sanctuaire consacré à sainte Anne, à la suite de leur sauvetage. Quant à l'élément Beaupré, il fait référence à la seigneurie de Beaupré.

## Histoire

### Premiers colons

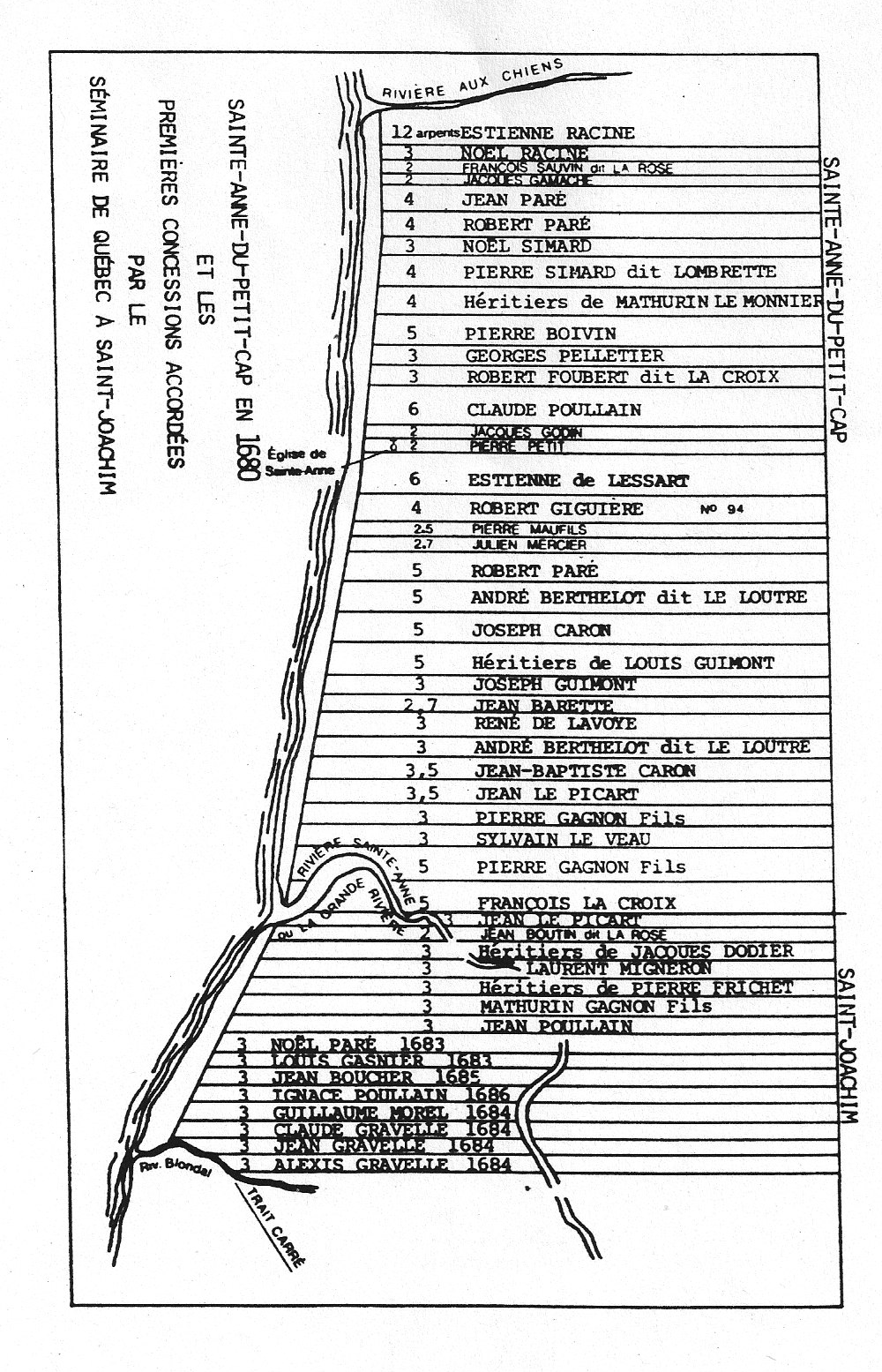
Sainte-Anne-de-Beaupré en 1680. Terres des premiers colons, emplacement de la chapelle au centre de la communauté.

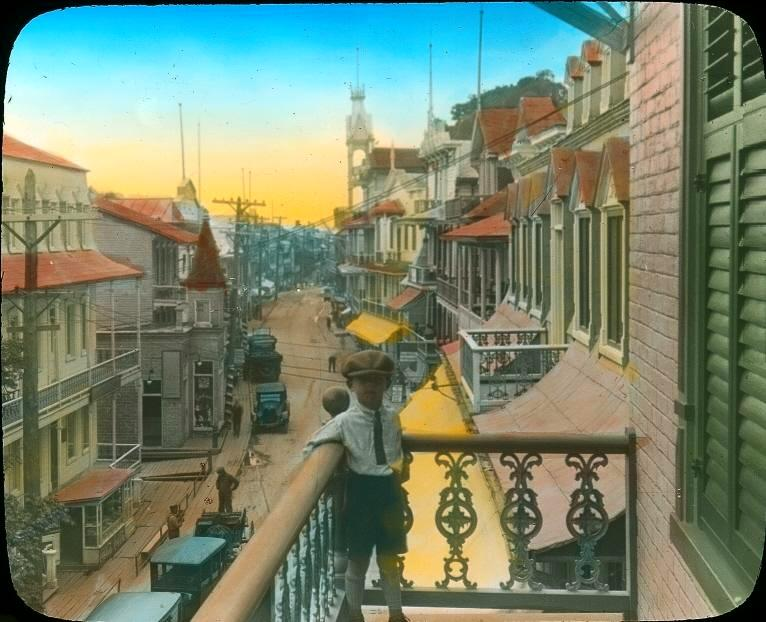
À Sainte-Anne-de-Beaupré, vers 1925.

Sur le plan terrier de 1658, on lit les noms des premiers colons : Jean Picard, Jean-Baptiste Caron, Pierre Gasnier, Renée de la Voie, Claude Bouchard, Louis Guimond, Julien Fortin, Robert Caron, Pierre Picard, Louis Gagné, Julien Mercier, Robert Giguère, Étienne de Lessard, Claude Poulin, Robert Foubert dit Lacroix, George Pelletier, Jean Levasseur, Mathurin Meunier, Pierre Simard, Pierre Gibouin, Robert Paré, Jean Épée, Jean Paré, Robert Anezt, Louis Houde, Jacques Gamache, Noël Racine, Étienne Racine, Robert Drouin.

#### Étienne Racine
(*1606 à Fumichon - † 24 avril 1689). Le 27 mars 1650, son ami Olivier Le Tardif, co-seigneur de Beaupré, lui concède une très grande terre de 710 mètres de front et d’une profondeur de 7 200 mètres à Sainte-Anne-de-Beaupré. Comme il s’agit de la première terre concédée et exploitée de la localité, il peut revendiquer le titre de pionnier fondateur de cette ville. Il est essentiel de préciser que cet homme est l'ancêtre commun de la très grande majorité des Racine en Amérique.[réf. nécessaire]

#### Robert Giguère
(* 9 mars 1616 - † août 1709). Originaire de la paroisse Saint-Aubin de Tourouvre, actuellement dans le département de l'Orne en France, Robert Giguère était en Nouvelle-France avant 1651. Cette année-là, le 21 février, il reçoit en concession une terre de cinq arpents le long du fleuve Saint-Laurent.

### Dates importantes
- 1650 : arrivée des premiers colons
- 1658 : Étienne de Lessard fait don d'un terrain pour la construction d'une chapelle. La construction débute en mars.
- 1661 : construction de la deuxième chapelle.
- 1787 : rénovation majeure et agrandissement.
- 1876 : inauguration de l'église.
- 1887 : Léon XIII élève l'église au rang de basilique mineure.
- 1922 : incendie de la basilique.
- 1924 : début de la construction de la nouvelle basilique.
- 1934 : inauguration.
- 1984 : visite du pape Jean-Paul II.
- 2022 : visite du pape François.

## Démographie
| 1996  | 2001  | 2006  | 2011  | 2016  | 2021  |
| ----- | ----- | ----- | ----- | ----- | ----- |
| 3 023 | 2 752 | 2 803 | 2 854 | 2 880 | 2 888 |

## Administration
Les élections municipales se font en bloc pour le maire et les six conseillers.
| Sainte-Anne-de-Beaupré Maires depuis 2001                                                                            |                    |         |          |
| Élection | Maire              | Qualité | Résultat |
| 2001 | Huguette Chevalier |         | Voir     |
| 2005 | Jean-Luc Fortin    |         | Voir     |
| 2009 | Jean-Luc Fortin    | Voir    |          |
| 2013 | Jean-Luc Fortin    | Voir    |          |
| 2017 | Jacques Bouchard   |         | Voir     |
| 2021 | Jacques Bouchard   | Voir    |          |
| Élection partielle en italique Depuis 2005, les élections sont simultanées dans toutes les municipalités québécoises |                    |         |          |

## Attractions

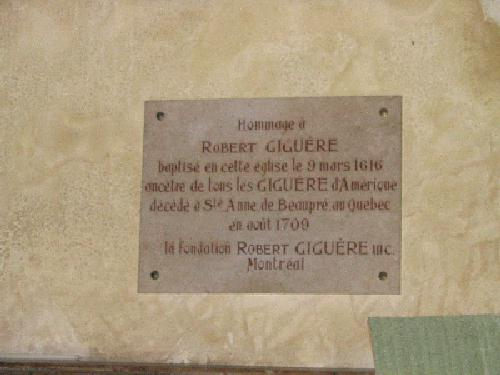
Plaque honorifique dans la basilique.

Sainte-Anne-de-Beaupré est reconnue mondialement pour son sanctuaire catholique, la basilique Sainte-Anne de Beaupré. Ce lieu de pèlerinage attire quelques centaines de milliers de visiteurs chaque année ; toutefois, sa popularité est en déclin.
En raison de sa situation le long de la route 138, à peine à 30 minutes de la capitale, elle profite d'une économie florissante avec ses nombreuses entreprises touristiques, ses restaurants, SPA, microbrasserie, etc.